# Comitatul Tucker, Virginia de Vest
Comitatul Tucker (în engleză Tucker County) este un comitat din statul Virginia de Vest, Statele Unite ale Americii. Conform recensământului din 2010 avea o populație de 7.141 de locuitori, fiind al doilea cel mai populat comitat din Virginia de Vest. Reședința comitatului este orașul Parsons.

## Geografie

### Autostrăzi majore
| - U.S. Highway 219 - West Virginia Route 32 - West Virginia Route 38 | - West Virginia Route 72 - West Virginia Route 90 - West Virginia Route 93 |

### Comitate adiacente
- Preston County (nord)
- Garrett County, Maryland (nord-est)
- Grant County (est)
- Randolph County (sud)
- Barbour County (vest)

## Comunități

### Orașe mari (City)
- City of Parsons
- City of Thomas

### Orașe mici (Towns)
- Town of Davis
- Town of Hambleton
- Town of Hendricks

### Comunități neîncorporate
| - Auvil - Benbush - Bretz - Canaan Heights - Coketon - Cortland | - Douglas - Dryfork - Elk - Gladwin - Hannahsville - Holly Meadows | - Hovatter - Jenningston - Laneville - Lead Mine - Location | - Mackeyville - Moore - Pierce - Pleasant Run - Pleasant Vale | - Porterwood - Red Creek - St. George - Shafer - William |

## Atracții

### Parcuri
- Blackwater Falls State Park
- Canaan Valley Resort State Park
- Fairfax Stone State Park

### Altele
- Canaan Valley National Wildlife Refuge U.S. Fish and Wildlife Service web site
- Fernow Experimental Forest U.S. Department of Agriculture web site
- Dolly Sods Wilderness U.S. Forest Service web site
- Monongahela National Forest U.S. Forest Service web site

National Natural Landmarks
- Big Run Bog
- Canaan Valley
- Fisher Spring Run Bog